# Kazimír Gajdoš
Kazimír Gajdoš (Brusno, 28 marzo 1934 – Bratislava, 8 novembre 2016) è stato un calciatore cecoslovacco, di ruolo attaccante.

## Palmarès

### Club

#### Competizioni nazionali
- Campionato cecoslovacco: 1

Inter Bratislava: 1958-1959

#### Competizioni internazionali
- Coppa Piano Karl Rappan: 2

Inter Bratislava: 1962-1963, 1963-1964